# Wislizenia

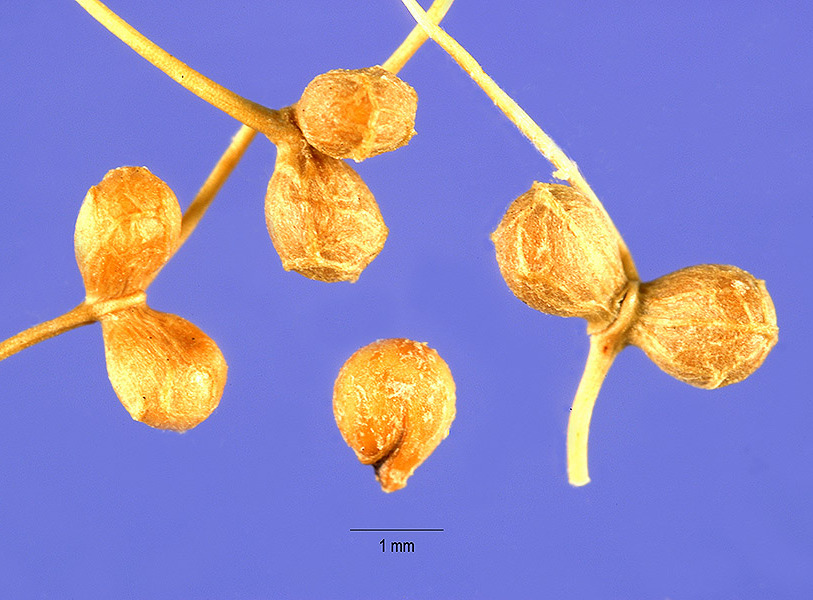
Wislizenia refracta: frutos y simiente.

Wislizenia es un género con una sola especie aceptada de plantas con flores perteneciente a la familia Cleomaceae. 

## Etimología
De Frederick Adolf Wislizenus (1810-1889), cirujano militar, explorador, botánico alemán que viajó ampliamente por el suroeste de Estados Unidos

## Descripción
Planta herbácea anual o perenne con tallo erecto et ramificado desde la base y que puede alcanzar 1,20 m de altura. Las hojas son trifoliadas, de color verde claro, alternas y pecioladas. Las flores, algo zigomorfas se organizan en densos racimos apicales; tienen cuatro pétalos amarillos ligeramente desiguales por pares, y sépalos libres generalmente persistentes. Los estambres son en número de 4. Los frutos son esquizocárpicos, indehiscentes, obovados, con retículo y más o menos tuberculados; contienen 2(-4) semillas globosas algo espiralada.
Florece de abril hasta noviembre.

## Distribución y hábitat
Nativa del Suroeste de Estados Unidos (Nuevo México, California, Nevada, Arizona y Texas) así como el Norte de México (Sonora y Baja California), donde crece en los desiertos, bordes de carreteras, campos, llanuras salinas...

## Especie
- Wislizenia refracta Engelm., Mem. Tour N. Mexico, 99, 1848